# Bella Morte
Bella Morte è una band di gothic rock alternativo formatasi nel 1996 a Charlottesville, Virginia. La musica della band incorpora anche elementi di metal, punk, darkwave, death rock, industrial, e synthpop.

## Storia dei Bella Morte
I Bella Morte si formarono nel 1996 a Charlottesville in Virginia, dichiarando fin dal nome la volontà di ricercare "la bellezza nella tragedia". I primi due album Remains (1997) e Where Shadows Lie (1999) furono prodotti per il marchio della stessa band Some Wear Leather.
Nel 2002 la band viene scritturata da Metropolis Records pubblicando nello stesso anno l'album The Quiet e nel 2004 As the Reasons Die.
All'inizio dell'autunno del 2006 raggiunsero il primo posto nella classifica delle prevendite dei prodotti Metropolis Records con il loro album Bleed the Grey Sky Black, pubblicato il 10 ottobre del 2006. Fu in questo periodo che il bassista e cofondatore del gruppo Gopal Metro decise di lasciare la band per seguire altri progetti, dopo aver partecipato al concerto di Charlottesville, città natale della band, il 10 marzo del 2007. Allo stesso show il cantante Andy Deaneha annunciato che Tony Pugh avrebbe rimpiazzato Gopal al basso.
All'inizio dell'estate del 2008 è stato annunciato che Jordon Marchini non avrebbe partecipato più ai tour con la band. Vi è comunque ritornato nel 2011.

## Membri attuali della Band
- Andy Deane - voce
- Tony Lechmanski - chitarra
- Marshall Camden – basso

## Membri precedenti della Band
- Gopal Metro – basso
- Tony Pugh – basso
- Jordan Marchini – batteria
- Branden Shores – batteria
- Scotty Derrico – batteria
- Clay Caricofe – batteria
- Chris "Frizzle" – chitarra
- Bn Whitlow – chitarra
- Micah Consylman – sintetizzatore (principalmente il keytar durante i concerti live)
- James Warnock – sintetizzatore

## Discografia
Album in studio
- 1997 - Remains
- 2000 - Where Shadows Lie
- 2002 - The Quiet
- 2004 - As the Reasons Die
- 2004 - Songs for the Dead
- 2006 - Bleed The Grey Sky Black
- 2008 - Your Beautiful Death
- 2017 - Year of The Ghost

Demo
- 1996 - Remorse

EP
- 2001 - The Death Rock EP

Raccolte
- 1998 - The Pink and The Black
- 1998 - The Unquiet Grave Vol1
- 2000 - Music from the Succubus Club
- 2001 - A Gothic-Industrial Tribute to Smashing Pumpkins

### Video musicali
- 2004 - Another Way
- 2007 - Earth Angel
- 2008 - Find Forever Gone
- 2008 - On the Edge